# Кийскинен, Аура Ивановна
Аура Ивановна Кийскинен (9 марта 1878, Куопио — 12 декабря 1968, Петрозаводск) — деятель женского и рабочего движения Финляндии, депутат финляндского сейма, одна из основателей Коммунистической партии Финляндии, советский политический деятель.

## Биография
Родилась в городе Куопио в Великом Княжестве Финляндском в семье рабочего. Получила полное начальное образование в народной школе. В 1894 году переехала в г. Выборг.
В 1899 году вступила в Социал-демократическую партию Финляндии.
В 1908—1917 годах — депутат Финляндского сейма, в 1910 году представляла Финляндию на II международном конгрессе женщин-социалисток в Копенгагене.
Была активной участницей гражданской войны в Финляндии (1918) в составе Красной гвардии Финляндии. Во время Выборгской резни под видом больной скрывалась в больнице дьяконисс в Сауналахти.
Входила в состав Верховного рабочего совета Финляндии. После поражения «красных финнов» покинула Финляндию.
С 1918 года являлась членом РКП(б), была делегатом Учредительного съезда компартии Финляндии в Москве. С 1918 по 1922 гг. — в агитотделе ЦК компартии Финляндии в финской секции РКП(б). С 1922 г. — на преподавательской работе в Коммунистическом университете национальных меньшинств Запада в Ленинграде. В 1925 году окончила учительские курсы повышения квалификации.
С 1931 года — в Автономной Карельской ССР, вела подготовку управленческих кадров в республиканской Совпартшколе (учитель истории), работала редактором Карельского государственного издательства.
Избиралась депутатом Верховного Совета Карельской АССР (1956—1959 гг.) и Верховного Совета Карело-Финской ССР (1951—1955 гг.), была членом их президиумов.
Похоронена на Сулажгорском кладбище Петрозаводска.

## Награды
- Орден Трудового Красного Знамени (1948)
- Орден Ленина (1956)
- Орден Ленина (1960)
- Орден «Знак Почёта»
- Медаль «За доблестный труд в Великой Отечественной войне 1941—1945 гг.» (1948)

## Сочинения
- Кискинен А. Я видела Ленина дважды // «Kommunisti», 1967, № 10.
- Кийскинен, А. За десятилетиями : воспоминания / А. Кийскинен; пер. с фин. [Э. Г. Карху, П. В. Самойлов]. — Петрозаводск : Государственное издательство Карельской АССР, 1958. — 264 с.
- Кийскинен, А. Незабываемое / А. Кийскинен // На рубеже, 1957. — N 1. — С. 154—174